# Gasherbrum Ost
Der Gasherbrum Ost ist ein Gipfel der Gasherbrum-Gruppe im Karakorum auf der Grenze von Pakistan und China.
Anders als andere Gipfel dieser Gruppe (z. B.: Hidden Peak, Gasherbrum II oder Gasherbrum IV) gilt er nicht als eigenständiger Berg, da er die für den Himalaya gesondert festgelegten Kriterien von Schartenhöhe und Dominanz nicht erfüllt. Er zählt als Nebengipfel des Gasherbrum II oder als relativ selbständiger Hauptgipfel und liegt auf dem Südostgrat des Gasherbrum II, zwischen dem Hauptgipfel und dem Gasherbrum La, dem Pass zwischen G II und dem Hidden Peak.

## Besteigungsgeschichte
Im Sommer 1983 erstiegen die beiden Polen Jerzy Kukuczka und Wojciech Kurtyka den Gasherbrum II über den Südostgrat. Zur Akklimatisierung kletterten sie zunächst bis zum bis dahin unbestiegenen Gasherbrum Ost, den sie am 24. Juni erreichten. Nach einem Biwak auf dem Gipfel stiegen sie ins Basislager ab um wenige Tage später den G II zu erklimmen. Auf dem Weg zum Hauptgipfel (1. Juli) überschritten sie den Gasherbrum Ost. Die Besteigung erfolgte im Alpinstil.
Am 7. Juli 2006 wurde der Gasherbrum Ost von einer Schweizer Expedition erstmals von der chinesischen Nordseite aus bestiegen. Den Bergsteigern gelang damit die Erstdurchsteigung der Nordwand des Gasherbrum II. Aufgrund der Lawinengefahr entschieden sich Ueli Steck, Hans Mitterer und Cedric Hählen, auf den weiteren Ab- und Aufstieg über den Grat zum Hauptgipfel zu verzichten.